# 非破壊評価
非破壊評価（ひはかいひょうか、英語: nondestructive evaluation）とは、機械材料や構造材料において、製造時あるいは供用中の損傷の有無や不具合の発生原因を検査するために、対象物を壊さずに検査することである。
非破壊検査（英語: nondestructive testing, nondestructive inspection）と同じ意味で用いられる場合が多いが、高度な検査技術、数値シミュレーション技術等の介入によって、より定量的に、かつ高精度に対象物の健全性を評価しようとする場合、ニュアンス的に区別するために用いることがある。

## 超音波探傷
超音波探傷のシミュレーションとして、有限要素法、境界要素法、有限差分法がある。閉領域の超音波伝播を扱う場合は有限要素法や有限差分法が適しているが、開領域を扱う場合には境界要素法が便利である。放射音場をモデル化するには、レイリー積分モデルが有名である。しかしながら、これは数値積分を要するので計算に時間がかかる。
一方、近年ではマルチガウシアンビームモデルによって高速計算が可能となっているが、これは探触子の形状が四角形、円形の2種類のみ適用可能である。
超音波探傷試験には超音波探触子が用いられることが多い。近年、非接触で計測が行える利点を持つレーザー超音波計測が行われ実用化されつつある。

## X線CT法
X線CT法(X-ray Computed Tomography Method)は、工学材料の非破壊試験法としてX線CTスキャナを使用する方法である。X線CTスキャナは本来、医療診断技術の向上にために開発された非破壊試験装置であるが、1980年代から地盤材料などの非破壊検査に使用されるようになった。やがて、1990年代になると産業用X線CTスキャナが登場し、本格的に工学材料の非破壊検査が可能となってきた。
医療用CT装置と産業用CT装置の大きな違いとして、X線発生装置の起電圧の大きさがある。X線は、X線管の中で発生させられた電子が、高電圧によってターゲットに高速で衝突し、そのときに発生する電磁波の一種であるが、放射線に分類される波動でもあり、医療用のX線発生起電圧は産業用と比較して小さい。小さい起電圧だと、ターゲットに電子を衝突させる加速度が小さいため、発生するX線のエネルギーが小さくなり、工学材料を透過することができない。したがって、工学材料を非破壊検査する場合には、装置の性能を十分に把握し、検査する対象物の大きさ、密度と起電圧装置の大きさの関係を把握しておくことが重要である。
もし、十分な透過エネルギーがない場合、X線ビームハードニング現象に伴って得られるCT画像にはカッピング効果と呼ばれる擬像が現れ、正しく評価できないことがある。しかし、X線ビームハードニング現象は、起電圧をあげるだけで解決するわけでもない。X線には、単周波数の単色X線と、複数の周波数を有する白色X線があり、一般に白色X線を単にX線と呼んでいる。白色X線は、複数の周波数を持つため、エネルギーの小さい波動から減衰し、透過前と透過後のX線のエネルギー分布には著しい差がある。
つまり、高周波数のエネルギーを有するX線が生き残るため、このことをX線が硬くなるといい、X線ビームハードニング現象と呼んでいる。これが顕著に現れるのは、白色X線を使用する場合である。単色X線の場合、透過前と透過後のX線の変化が白色X線と比較して小さいため、X線ビームハードニング現象が生じにくい。したがって、カッピング効果を軽減することができる。白色X線を用いる場合のカッピング効果の軽減手法として白色X線が物体を透過する前に、例えば1mm程度の銅板を透過させ、あらかじめ低周波数のX線を除去し、その後対象物にそのX線を透過させる方法がある。